# Medaliści igrzysk olimpijskich w koszykówce
Medaliści olimpijscy w koszykówce. Zobacz też: Koszykówka na letnich igrzyskach olimpijskich.

## Mężczyźni
| Rok  | Złoto | Srebro | Brąz |
| ---- | --- | --- | --- |
| 1936 | Stany Zjednoczone · Francis Johnson, Carl Knowles, Joe Fortenberry, William Wheatley, Jack Ragland, Ralph Bishop, Carl Shy, Sam Balter, Tex Gibbons, Frank Lubin, Art Mollner, Donald Piper, Willard Schmidt, Duane Swanson                          | Kanada · James Stewart, Ian Allison, Charles Chapman, Malcolm Wiseman, Gordon Aitchison, Douglas Peden, Arthur Chapman, Irving Meretsky, John Dawson, Thomas Pendlebury, Robert Osborne, Stanley „Red” Nantais, Alphonse Freer, Donald William Gray, Thomas Norman Dawson | Meksyk · Carlos Borja Morca, Francisco Martínez Cordero, José Pamplona Lecuanda, Andrés Gómez Dominquez, Greer Skousen Spilsbury, Raúl Fernández Robert, Víctor Hugo Borja Morca, Luis Ignacio de la Vega Leija, Silvio Hernández del Valle, Rodolfo Choperena Irizarri, Jesús Olmos Moreno, Alfonso Rojo de la Vega |
| 1948 | Stany Zjednoczone · Cliff Barker, Don Barksdale, Ralph Beard, Lewis Beck, Vincent Boryla, Gordon Carpenter, Alexander Groza, Wallace Jones, Bob Kurland, Ray Lumpp, Robert C. Pitts, Jesse Renick, Jack Robinson, Kenny Rollins                      | Francja · André Barrais, Michel Bonnevie, André Buffière, René Chocat, René Dérency, Maurice Desaymonnet, André Even, Fernand Guillou, Maurice Girardot, Raymond Offner, Jacques Perrier, Yvan Quénin, Lucien Rebuffic, Pierre Thiolon                                    | Brazylia · Zenny de Azevedo, João Francisco Bráz, Marcus Vinícius Dias, Affonso Azevedo Evora, Ruy de Freitas, Alexandre Gemignani, Alberto Marson, Alfredo Rodrigues da Motta, Nilton Pacheco de Oliveira, Massinet Sorcinelli, Luiz Benvenuti, Guilherme Rodrigues                                                 |
| 1952 | Stany Zjednoczone · Charles Hoag, William Hougland, Dean Kelley, Robert Kenney, Clyde Lovellette, Marcus Freiberger, Victor Wayne Glasgow, Frank McCabe, Daniel Pippin, Howard Williams, Ronald Bontemps, Bob Kurland, John Keller, William Lienhard | ZSRR · Stepas Butautas, Nodar Dżordżikija, Anatolij Koniew, Otar Korkia, Heino Kruus, Ilmar Kullam, Justinas Lagunavičius, Joann Lõssov, Aleksandr Moisiejew, Jurij Ozierow, Kazys Petkevičius, Stasys Stonkus, Maigonis Valdmanis, Wiktor Własow                         | Urugwaj · Martin Acosta y Lara, Enrique Baliño, Victorio Cieslinskas, Héctor Costa, Nelson Demarco, Héctor García Otero, Roberto Lovera, Adesio Lombardo, Tabaré Borges, Sergio Matto, Wilfredo Peláez, Carlos Roselló                                                                                               |
| 1956 | Stany Zjednoczone · K.C. Jones, Burdette Haldorson, Carl Cecil Cain, Gilbert Ford, Richard Boushka, James Walsh, Charles Darling, William Evans, William Hougland, Robert Jeangerard, William Russell, Ronald Tomsic                                 | ZSRR · Arkadij Boczkariow, Maigonis Valdmanis, Wiktor Zubkow, Jānis Krūmiņš, Algirdas Lauritėnas, Valdis Muižnieks, Jurij Ozierow, Kazys Petkevičius, Michaił Siemionow, Stasys Stonkus, Michaił Studieniecki, Władimir Torban                                            | Urugwaj · Carlos Blixer, Ramiro Cortes, Héctor Costa, Nelson Chelle, Nelson Demarco, Héctor García Otero, Carlos Gonzáles, Sergio Matto, Óscar Moglia, Raúl Mera, Ariel Olascoaga, Milton Scarón |
| 1960 | Stany Zjednoczone · Jay Arnette, Walter Bellamy, Robert Boozer, Terry Dischinger, Burdette Haldorson, Darrall Imhoff, Allen Kelley, Lester Lane, Jerry Lucas, Oscar Robertson, Adrian Smith, Jerry West                                              | ZSRR · Jurij Komiejew, Jānis Krūmiņš, Guram Minaszwili, Valdis Muižnieks, Cēzars Ozers, Aleksandr Pietrow, Michaił Siemionow, Wladimir Ugrekelidze, Maigonis Valdmanis, Albert Valtin, Giennadij Wolnow, Wiktor Zubkow                                                    | Brazylia · Edson Bispo dos Santos, Moyses Blas, Waldemar Blatkauskas, Zenny de Azevedo, Carmo de Souza, Carlos Domingos Massoni, Waldyr Geraldo Boccardo, Wlamir Marques, Amaury Antonio Pasos, Fernando Pereira de Freitas, Antonio Salvador Sucar, Jatyr Eduardo Schall                                            |
| 1964 | Stany Zjednoczone · James Barnes, Bill Bradley, Larry Brown, Joseph Caldwell, Melvin Counts, Dick Davies, Walter Hazzard, Lucious Jackson, John McCaffrey, Jeffrey Mullins, Jerome Shipp, George Wilson                                              | ZSRR · Armienak Ałaczaczian, Mykoła Bahłej, Wiaczesław Chrynin, Juris Kalniņš, Jurij Korniejew, Jānis Krūmiņš, Jaak Lipso, Lewan Moseszwili, Valdis Muižnieks, Aleksandr Pietrow, Aleksandr Trawin, Giennadij Wolnow                                                      | Brazylia · Edson Bispo dos Santos, Friedrich Wilhelm Braun, Carmo de Souza, Carlos Domingos Massoni, Wlamir Marques, Victor Mirshawka, Amaury Antonio Pasos, Ubiratan Pereira Maciel, Antonio Salvador Sucar, Jatyr Eduardo Schall, José Edvar Simoes, Sergio de Toledo Machado                                      |
| 1968 | Stany Zjednoczone · Michael Barrett, John Clawson, Donald Dee, Calvin Fowler, Spencer Haywood, Bill Hosket, James King, Glynn Saulters, Charles Scott, Michael Silliman, Kenneth Spain, Joseph White                                                 | Jugosławia · Dragutin Čermak, Krešimir Ćosić, Vladimir Cvetković, Ivo Daneu, Radivoj Korać, Trajko Rajković, Zoran Maroević, Dragoslav Ražnjatović, Petar Skansi, Damir Šolman, Nikola Plećaš, Aljoša Žorga                                                               | ZSRR · Anatolij Poliwoda, Anatolij Krikun, Wadim Kapranow, Władimir Andriejew, Siergiej Kowalenko, Modestas Paulauskas, Jaak Lipso, Giennadij Wolnow, Priit Tomson, Zurab Sakandelidze, Jurij Sielichow, Siergiej Biełow                                                                                             |
| 1972 | ZSRR · Anatolij Poliwoda, Modestas Paulauskas, Zurab Sakandelidze, Alszan Szarmuchamedow, Aleksandr Bołoszew, Iwan Jedieszko, Siergiej Biełow, Michaił Korkija, Iwan Dwornyj, Giennadij Wolnow, Aleksandr Biełow, Siergiej Kowalenko                 | Stany Zjednoczone · Kenneth Davis, Doug Collins, Tom Henderson, Michael Bantom, Robert Jones, Dwight Jones, James Forbes, James Brewer, Tommy Burleson, Tom McMillen, Kevin Joyce, Ed Ratleff                                                                             | Kuba · Juan Domecq, Ruperto Herrera, Juan Roca, Pedro Chappé, José Miguel Álvarez, Rafael Cañizares, Conrado Pérez, Miguel Calderón, Tomás Herrera, Óscar Varona, Alejandro Urgellés, Franklin Standard |
| 1976 | Stany Zjednoczone · Phil Ford, Steve Sheppard, Adrian Dantley, Walter Davis, Quinn Buckner, Ernie Grunfeld, Kenny Carr, Scott May, Michel Armstrong, Tom LaGarde, Phil Hubbard, Mitch Kupchak                                                        | Jugosławia · Blagoje Georgijevski, Dragan Kićanović, Vinko Jelovac, Rajko Žižić, Željko Jerkov, Andro Knego, Zoran Slavnić, Krešimir Ćosić, Damir Šolman, Žarko Varajić, Dražen Dalipagić, Mirza Delibašić                                                                | ZSRR · Władimir Arsamaskow, Aleksandr Salnikow, Walery Miłosierdow, Ałżan Żarmuchamiedow, Andriej Makejew, Iwan Jedieszko, Siergiej Biełow, Władimir Tkaczenko, Anatolij Myszkin, Micheil Korkia, Aleksandr Biełow, Władimir Żigilij                                                                                 |
| 1980 | Jugosławia · Andro Knego, Dragan Kićanović, Rajko Žižić, Mihovil Nakić, Željko Jerkov, Branko Skroče, Zoran Slavnić, Krešimir Ćosić, Ratko Radovanović, Duje Krstulović, Dražen Dalipagić, Mirza Delibašić                                           | Włochy · Romeo Sacchetti, Roberto Brunamonti, Michael Silvester, Enrico Gilardi, Fabrizio Della Fiori, Marco Solfrini, Marco Bonamico, Dino Meneghin, Renato Villalta, Renzo Vecchiato, Pierluigi Marzorati, Pietro Generali                                              | ZSRR · Stanisław Jeriomin, Walerij Miłosierdow, Siergiej Tarakanow, Aleksandr Salnikow, Andriej Łopatow, Nikołaj Derugin, Siergiej Biełow, Władimir Tkaczenko, Anatolij Myszkin, Sergejus Jovaiša, Aleksandr Biłostinny, Władimir Żygilij                                                                            |
| 1984 | Stany Zjednoczone · Steve Alford, Leon Wood, Patrick Ewing, Vern Fleming, Alvin Robertson, Michael Jordan, Joe Kleine, Jon Koncak, Wayman Tisdale, Chris Mullin, Sam Perkins, Jeffrey Turner                                                         | Hiszpania · José Manuel Beiran, José Luis Llorente, Fernando Arcega, José Maria Margall, Andrés Jiménez, Fernando Romay, Fernando Martín, Juan Antonio Corbalán, Ignacio Solozábal, Juan Domingo de la Cruz, José Manuel López, Juan Antonio San Epifanio                 | Jugosławia · Dražen Petrović, Aleksandar Petrović, Nebojša Zorkić, Rajko Žižić, Ivan Sunara, Emir Mutapčić, Sabit Hadžić, Andro Knego, Ratko Radovanović, Mihovil Nakić-Vojnović, Dražen Dalipagić, Branko Vukičević                                                                                                 |
| 1988 | ZSRR · Ołeksandr Wołkow, Tiit Sokk, Siergiej Tarakanow, Šarūnas Marčiulionis, Igors Miglinieks, Walerij Tichonienko, Rimas Kurtinaitis, Arvydas Sabonis, Wiktor Pankraszyn, Valdemaras Chomičius, Aleksandr Biłostinny, Walerij Goborow              | Jugosławia · Dražen Petrović, Zdravko Radulović, Zoran Čutura, Toni Kukoč, Žarko Paspalj, Željko Obradović, Jure Zdovc, Stojko Vranković, Vlade Divac, Franjo Arapović, Dino Rađa, Danko Cvjetičanin                                                                      | Stany Zjednoczone · Mitch Richmond, Charles E. Smith, Charles D. Smith, Vernell Coles, Jeff Grayer, Willie Anderson, Stacey Augmon, Dan Majerle, Danny Manning, Herman Reid, David Robinson, Hersey Hawkins |
| 1992 | Stany Zjednoczone · Charles Barkley, Larry Bird, Clyde Drexler, Patrick Ewing, Magic Johnson, Michael Jordan, Christian Laettner, Karl Malone, Chris Mullin, Scottie Pippen, David Robinson, John Stockton                                           | Chorwacja · Vladan Alanović, Franjo Arapović, Danko Cvjetičanin, Alan Gregov, Arijan Komazec, Toni Kukoč, Aramis Naglić, Velimir Perasović, Dražen Petrović, Dino Rađa, Žan Tabak, Stojko Vranković                                                                       | Litwa · Romanas Brazdauskis, Valdemaras Chomičius, Darius Dimavičius, Gintaras Einikis, Sergejus Jovaiša, Artūras Karnišovas, Gintaras Krapikas, Rimas Kurtinaitis, Šarūnas Marčiulionis, Alvydas Pazdrazdis, Arvydas Sabonis, Arūnas Visockas                                                                       |
| 1996 | Stany Zjednoczone · Charles Barkley, Grant Hill, Penny Hardaway, David Robinson, Scottie Pippen, Mitch Richmond, Reggie Miller, Karl Malone, John Stockton, Shaquille O’Neal, Gary Payton, Hakeem Olajuwon                                           | Serbia i Czarnogóra · Miroslav Berić, Dejan Bodiroga, Predrag Danilović, Vlade Divac, Aleksandar Đorđević, Nikola Lončar, Saša Obradović, Žarko Paspalj, Željko Rebrača, Zoran Savić, Dejan Tomašević, Milenko Topić                                                      | Litwa · Gintaras Einikis, Andrius Jurkūnas, Artūras Karnišovas, Rimas Kurtinaitis, Darius Lukminas, Šarūnas Marčiulionis, Tomas Pačėsas, Arvydas Sabonis, Saulius Štombergas, Rytis Vaišvila, Eurelijus Žukauskas, Mindaugas Žukauskas                                                                               |
| 2000 | Stany Zjednoczone · Shareef Abdur-Rahim, Ray Allen, Vin Baker, Vince Carter, Kevin Garnett, Tim Hardaway, Allan Houston, Jason Kidd, Antonio McDyess, Alonzo Mourning, Gary Payton, Steve Smith                                                      | Francja · Jim Bilba, Yann Bonato, Makan Dioumassi, Laurent Foirest, Thierry Gadou, Cyril Julian, Henry Palmer, Antoine Rigaudeau, Stéphane Risacher, Laurent Sciarra, Moustapha Sonko, Frédéric Weis                                                                      | Litwa · Dainius Adomaitis, Gintaras Einikis, Andrius Giedraitis, Šarūnas Jasikevičius, Kęstutis Marčiulionis, Darius Maskoliūnas, Tomas Masiulis, Ramūnas Šiškauskas, Darius Songaila, Saulius Štombergas, Mindaugas Timinskas, Eurelijus Žukauskas                                                                  |
| 2004 | Argentyna · Carlos Delfino, Gabriel Fernández, Emanuel Ginóbili, Leonardo Gutiérrez, Walter Herrmann, Alejandro Montecchia, Andrés Nocioni, Fabricio Oberto, Pepe Sánchez, Luis Scola, Hugo Sconochinni, Rubén Wolkowyski                            | Włochy · Gianluca Basile, Massimo Bulleri, Roberto Chiacig, Giacomo Galanda, Luca Garri, Denis Marconato, Michele Mian, Gianmarco Pozzecco, Nikola Radulović, Alex Righetti, Rodolfo Rombaldoni, Matteo Soragna                                                           | Stany Zjednoczone · Carmelo Anthony, Carlos Boozer, Tim Duncan, Allen Iverson, LeBron James, Richard Jefferson, Stephon Marbury, Shawn Marion, Lamar Odom, Emeka Okafor, Amar’e Stoudemire, Dwyane Wade |
| 2008 | Stany Zjednoczone · Tayshaun Prince, Carmelo Anthony, Carlos Boozer, Kobe Bryant, LeBron James, Dwight Howard, Deron Williams, Dwyane Wade, Jason Kidd, Chris Bosh, Chris Paul, Michael Redd                                                         | Hiszpania · Carlos Jiménez, Juan Carlos Navarro, Jorge Garbajosa, Raül López, Ricard Rubio, José Manuel Calderón, Pau Gasol, Marc Gasol, Berni Rodríguez, Alex Mumbrú, Felipe Reyes, Rudy Fernández                                                                       | Argentyna · Luis Scola, Andres Nocioni, Pablo Prigioni, Fabricio Oberto, Juan Pedro Gutiérrez, Román Javier González, Federico Kammerichs, Leonardo Gutiérrez, Paolo Quinteros, Manu Ginóbili, Antonio Porta, Carlos Delfino                                                                                         |
| 2012 | Stany Zjednoczone · Tyson Chandler, Kevin Durant, LeBron James, Russell Westbrook, Deron Williams, Andre Iguodala, Kobe Bryant, Kevin Love, James Harden, Chris Paul, Anthony Davis, Carmelo Anthony                                                 | Hiszpania · Pau Gasol, Rudy Fernández, Sergio Rodríguez, Juan Carlos Navarro, José Calderón, Felipe Reyes, Víctor Claver, Fernando San Emeterio, Sergio Llull, Marc Gasol, Serge Ibaka, Víctor Sada                                                                       | Rosja · Aleksiej Szwied, Timofiej Mozgow, Siergiej Karasiow, Witalij Fridzon, Aleksandr Kaun, Jewgienij Woronow, Wiktor Chriapa, Siemion Antonow, Siergiej Monia, Dmitrij Chwostow, Anton Ponkraszow, Andriej Kirilenko                                                                                              |
| 2016 | Stany Zjednoczone · Jimmy Butler, Kevin Durant, DeAndre Jordan, Kyle Lowry, Harrison Barnes, DeMar DeRozan, Kyrie Irving, Klay Thompson, DeMarcus Cousins, Paul George, Draymond Green, Carmelo Anthony                                              | Serbia · Miloš Teodosić, Marko Simonović, Bogdan Bogdanović, Stefan Marković, Nikola Kalinić, Nemanja Nedović, Stefan Birčević, Miroslav Raduljica, Nikola Jokić, Vladimir Štimac, Stefan Jović, Milan Mačvan                                                             | Hiszpania · Pau Gasol, Rudy Fernández, Sergio Rodríguez, Juan Carlos Navarro, José Manuel Calderón, Felipe Reyes, Víctor Claver, Willy Hernangómez, Álex Abrines, Sergio Llull, Nikola Mirotić, Ricky Rubio |
| 2020 | Stany Zjednoczone · Bam Adebayo, Devin Booker, Kevin Durant, Jerami Grant, Draymond Green, Jrue Holiday, Keldon Johnson, Zach LaVine, Damian Lillard, JaVale McGee, Khris Middleton, Jayson Tatum                                                    | Francja · Andrew Albicy, Nicolas Batum, Petr Cornelie, Nando De Colo, Moustapha Fall, Evan Fournier, Rudy Gobert, Thomas Heurtel, Timothé Luwawu-Cabarrot, Frank Ntilikina, Vincent Poirier, Guerschon Yabusele                                                           | Australia · Aron Baynes, Matthew Dellavedova, Dante Exum, Chris Goulding, Josh Green, Joe Ingles, Nick Kay, Jock Landale, Patty Mills, Duop Reath, Nathan Sobey, Matisse Thybulle |

## Kobiety
| Rok  | Złoto | Srebro | Brąz |
| ---- | --- | --- | --- |
| 1976 | ZSRR · Olga Baryszewa, Tamāra Dauniene, Natalia Klimowa, Tatjana Owieczkina, Angelė Rupšienė, Nadieżda Szuwajewa, Nadieżda Zacharowa, Uļjana Semjonova, Raisa Kurwiakowa, Nelli Feriabnikowa, Olga Sucharnowa, Tatiana Zacharowa | Stany Zjednoczone · Cindy Brogdon, Susan Rojcewicz, Ann Meyers, Lusia Harris, Nancy Dunkle, Charlotte Lewis, Nancy Lieberman, Gail Marquis, Patricia Roberts, Mary Anne O’Connor, Patricia Head, Julienne Simpson                                   | Bułgaria · Krasimira Bogdanowa, Diana Diłowa, Krasimira Gjurowa, Penka Metodiewa, Sneżana Michajłowa, Gergina Skerłatowa, Marija Stojanowa, Margarita Sztyrkełowa, Petkana Makaweewa, Nadka Gołczewa, Penka Stojanowa, Todorka Jordanowa |
| 1980 | ZSRR · Olga Baryszewa, Tatiana Iwinskaja, Nelli Feriabnikowa, Vida Beselienė, Tatjana Owieczkina, Angelė Rupšienė, Lubow Szarmaj, Uljana Siemionowa, Tatiana Zacharowa, Olga Sucharnowa, Nadieżda Szuwajewa, Ludmiła Rogożina    | Bułgaria · Krasimira Bogdanowa, Wanja Dermendżiewa, Siłwija Germanowa, Petkana Makaweewa, Nadka Gołczewa, Penka Stojanowa, Ewładija Sławczewa-Stefanowa, Kostadinka Radkowa, Sneżana Michajłowa, Angelina Michajłowa, Penka Metodiewa, Diana Diłowa | Jugosławia · Vera Đurašković, Mersada Bećirspahić, Jelica Komnenović, Mira Bjedov, Vukica Mitić, Sanja Ožegović, Sofija Pekić, Marija Tonković, Zorica Đurković, Vesna Despotović, Biljana Majstorović, Jasmina Perazić                  |
| 1984 | Stany Zjednoczone · Teresa Edwards, Lea Henry, Lynette Woodard, Anne Donovan, Cathy Boswell, Cheryl Miller, Janice Lawrence, Cindy Noble, Kim Mulkey, Denise Curry, Pamela McGee, Carol Menken-Schaudt                           | Korea Południowa · Choi Aei-young, Kim Eun-sook, Lee Hyung-sook, Choi Kyung-hee, Lee Mi-ja, Moon Kyung-ja, Kim Hwa-soon, Jeong Myung-hee, Kim Young-hee, Sung Jung-a, Park Chan-sook                                                                | Chiny · Chen Yuefang, Li Xiaoqin, Ba Yan, Song Xiaobo, Qiu Chen, Wang Jun, Xiu Lijuan, Zheng Haixia, Cong Xuedi, Zhang Hui, Liu Qing, Zhang Yueqin                                                                                       |
| 1988 | Stany Zjednoczone · Teresa Edwards, Kamie Ethridge, Cynthia Brown, Anne Donovan, Teresa Weatherspoon, Bridgette Gordon, Vicky Bullett, Andrea Lloyd, Katrina McClain, Jennifer Gillom, Cynthia Cooper, Suzanne McConnell         | Jugosławia · Stojna Vangelovska, Mara Lakić, Žana Lelas, Eleonora Wild, Kornelija Kvesić, Danira Nakić, Slađana Golić, Polona Dornik, Razija Mujanović, Vesna Bajkuša, Anđelija Arbutina, Bojana Milošević                                          | ZSRR · Olga Buriakina, Jelena Chudaszowa, Vitalija Tuomaitė, Olga Jakowlewa, Galina Sawickaja, Aleksandra Leonowa, Olga Jewkowa, Irina Sumnikowa, Irina Minch, Irina Gierlic, Ołesia Bariel, Natalja Zasulska                            |
| 1992 | WNP · Elen Bunatjanc, Irina Sumnikowa, Marina Tkaczenko, Irina Minch, Irina Gierlic, Swietłana Zabołujewa, Natalja Zasulska, Ołena Żyrko, Jelena Tornikidu, Jelena Szwajbowicz, Jelena Chudaszowa, Jelena Baranowa               | Chiny · Cong Xuedi, He Jun, Li Dongmei, Li Xin, Liu Jun, Liu Qing, Peng Ping, Wang Fang, Zhan Shuping, Zheng Dongmei, Zheng Haixia, Zheng Xiulin | Stany Zjednoczone · Vicky Bullett, Daedra Charles, Cynthia Cooper, Clarissa Davis, Medina Dixon, Teresa Edwards, Tammy Jackson, Carolyn Jones, Katrina McClain, Suzanne McConnell, Vickie Orr, Teresa Weatherspoon                       |
| 1996 | Stany Zjednoczone · Jennifer Azzi, Ruthie Bolton, Teresa Edwards, Venus Lacy, Lisa Leslie, Rebecca Lobo, Katrina McClain, Nikki McCray, Carla McGhee, Dawn Staley, Katy Steding, Sheryl Swoopes                                  | Brazylia · Roseli Gustavo, Marta Sobral, Silvia Luz, Alessandra Oliveira, Cintia Santos, Claudia Maria Pastor, Hortência Marcari, Adriana Santos, Maria Angelica, Janeth Arcain, Maria Paula Silva, Leila Sobral                                    | Australia · Robyn Maher, Rachael Sporn, Michele Timms, Michelle Brogan, Trisha Fallon, Allison Cook, Carla Boyd, Sandy Brondello, Shelley Sandie, Fiona Robinson, Michelle Chandler                                                      |
| 2000 | Stany Zjednoczone · Teresa Edwards, Yolanda Griffith, Chamique Holdsclaw, Ruthie Bolton, Lisa Leslie, Nikki McCray, Delisha Milton, Katie Smith, Dawn Staley, Sheryl Swoopes, Natalie Williams, Kara Wolters                     | Australia · Carla Boyd, Sandy Brondello, Trisha Fallon, Michelle Griffiths, Kristi Harrower, Jo Hill, Lauren Jackson, Annie La Fleur, Shelley Sandie, Rachael Sporn, Michele Timms, Jennifer Whittle                                                | Brazylia · Janeth Arcain, Ilisaine Karin David, Lilian Cristin Concalves, Helen Luz, Silvia Andrea Luz, Claudia Neves, Alessandra Oliveira, Adriana Pinto, Adriana Santos, Cintia Santos, Kelly Santos, Marta Sobral                     |
| 2004 | Stany Zjednoczone · Sue Bird, Swin Cash, Tamika Catchings, Yolanda Griffith, Shannon Johnson, Lisa Leslie, Ruth Riley, Katie Smith, Dawn Staley, Sheryl Swoopes, Diana Taurasi, Tina Thompson                                    | Australia · Suzy Batkovic, Sandy Brondello, Trisha Fallon, Kristi Harrower, Lauren Jackson, Natalie Porter, Alicia Poto, Belinda Snell, Rachael Sporn, Laura Summerton, Penny Taylor, Allison Tranquilli                                            | Rosja · Anna Archipowa, Olga Artieszyna, Jelena Baranowa, Diana Gustilina, Marija Kałmykowa, Jelena Karpowa, Ilona Korstin, Irina Osipowa, Oksana Rachmatulina, Tatiana Szczegolewa, Maria Stiepanowa, Natalja Wodopjanowa               |
| 2008 | Stany Zjednoczone · Seimone Augustus, Sue Bird, Tamika Catchings, Sylvia Fowles, Kara Lawson, Lisa Leslie, DeLisha Milton-Jones, Candace Parker, Cappie Pondexter, Katie Smith, Diana Taurasi, Tina Thompson                     | Australia · Erin Phillips, Tully Bevilaqua, Jennifer Screen, Penny Taylor, Suzy Batkovic, Hollie Grima, Kristi Harrower, Laura Summerton, Belinda Snell, Emma Randall, Rohanee Cox, Lauren Jackson                                                  | Rosja · Marina Kuzina, Oksana Rachmatulina, Natalja Wodopjanowa, Becky Hammon, Marina Karpunina, Tatiana Szczegolewa, Ilona Korstin, Maria Stiepanowa, Jekatierina Lisina, Irina Sokołowskaja, Swietłana Abrosimowa, Irina Osipowa       |
| 2012 | Stany Zjednoczone · Seimone Augustus, Sue Bird, Tamika Catchings, Sylvia Fowles, Candace Parker, Diana Taurasi, Angel McCoughtry, Maya Moore, Tina Charles, Asjha Jones, Lindsay Whalen, Swin Cash                               | Francja · Edwige Lawson-Wade, Sandrine Gruda, Isabelle Yacoubou, Celine Dumerc, Emilie Gomis, Emmeline Ndongue, Endene Miyem, Elodie Godin, Clemence Beikes, Florence Lepron, Marion Laborde, Jennifer Digbeu                                       | Australia · Lauren Jackson, Jennifer Screen, Kristi Harrower, Suzy Batkovic, Rachel Jarry, Jenna O’Hea, Abby Bishop, Elizabeth Cambage, Belinda Snell, Samantha Richards, Kathleen McLeod, Laura Hodges                                  |
| 2016 | Stany Zjednoczone · Lindsay Whalen, Seimone Augustus, Sue Bird, Maya Moore, Angel McCoughtry, Breanna Stewart, Tamika Catchings, Elena Delle Donne, Diana Taurasi, Sylvia Fowles, Tina Charles, Brittney Griner                  | Hiszpania · Leticia Romero, Laura Nicholls, Silvia Domínguez, Alba Torrens, Laia Palau, Marta Xargay, Leonor Rodríguez, Lucila Pascua, Anna Cruz, Laura Quevedo, Laura Gil, Astou Ndour                                                             | Serbia · Tamara Radočaj, Sonja Petrović, Saša Čađo, Sara Krnjić, Nevena Jovanović, Jelena Milovanović, Dajana Butulija, Dragana Stanković, Aleksandra Crvendakić, Milica Dabović, Ana Dabović, Danielle Page                             |
| 2020 | Stany Zjednoczone · Jewell Loyd, Skylar Diggins-Smith, Sue Bird, Ariel Atkins, Chelsea Gray, A’ja Wilson, Breanna Stewart, Napheesa Collier, Diana Taurasi, Sylvia Fowles, Tina Charles, Brittney Griner                         | Japonia · Moeko Nagaoka, Maki Takada, Naho Miyoshi, Rui Machida, Nako Motohashi, Nanaka Todo, Saki Hayashi, Evelyn Mawuli, Saori Miyazaki, Yuki Miyazawa, Himawari Akaho, Monica Okoye                                                              | Francja · Alexia Chartereau, Héléna Ciak, Alix Duchet, Marine Fauthoux, Sandrine Gruda, Marine Johannès, Sarah Michel, Endéné Miyem, Iliana Rupert, Diandra Tchatchouang, Valériane Vukosavljević, Gabby Williams                        |